# Dagda kommun
Dagdas novads var en kommun i Lettland. Den låg i den östra delen av landet, 240 km öster om huvudstaden Riga. Antalet invånare var 9 559. Arean var 949 kvadratkilometer.
2021 slogs kommunen samman med Krāslava kommun.
Följande samhällen fanns i Dagdas novads:
- Dagda